# Utgräventjärnen (Viksjö socken, Ångermanland)
Utgräventjärnen är en sjö i Härnösands kommun i Ångermanland och ingår i Indalsälvens huvudavrinningsområde.